# 桑博恩維爾 (新罕布什爾州)
桑博恩維爾（英語：Sanbornville）是位於美國新罕布什爾州卡羅爾縣的普查規定居民點。

## 人口
根據2020年美國人口普查的數據，桑博恩維爾的面積為4.18平方千米，皆為陸地。當地共有人口963人，而人口密度為每平方千米230.38人。